# NTL (entreprise)
Pour les articles homonymes, voir NTL.
NTL était une entreprise française spécialisée dans le secteur des transports, ayant son siège social à Hangenbieten en Alsace, près de Strasbourg. Elle était spécialisée dans la conception et la réalisation de systèmes de transport. Elle est issue de la division Translohr de l'industriel français Lohr. NTL est détenue à 51 % par Alstom et à 49 % par Bpifrance.

## Historique

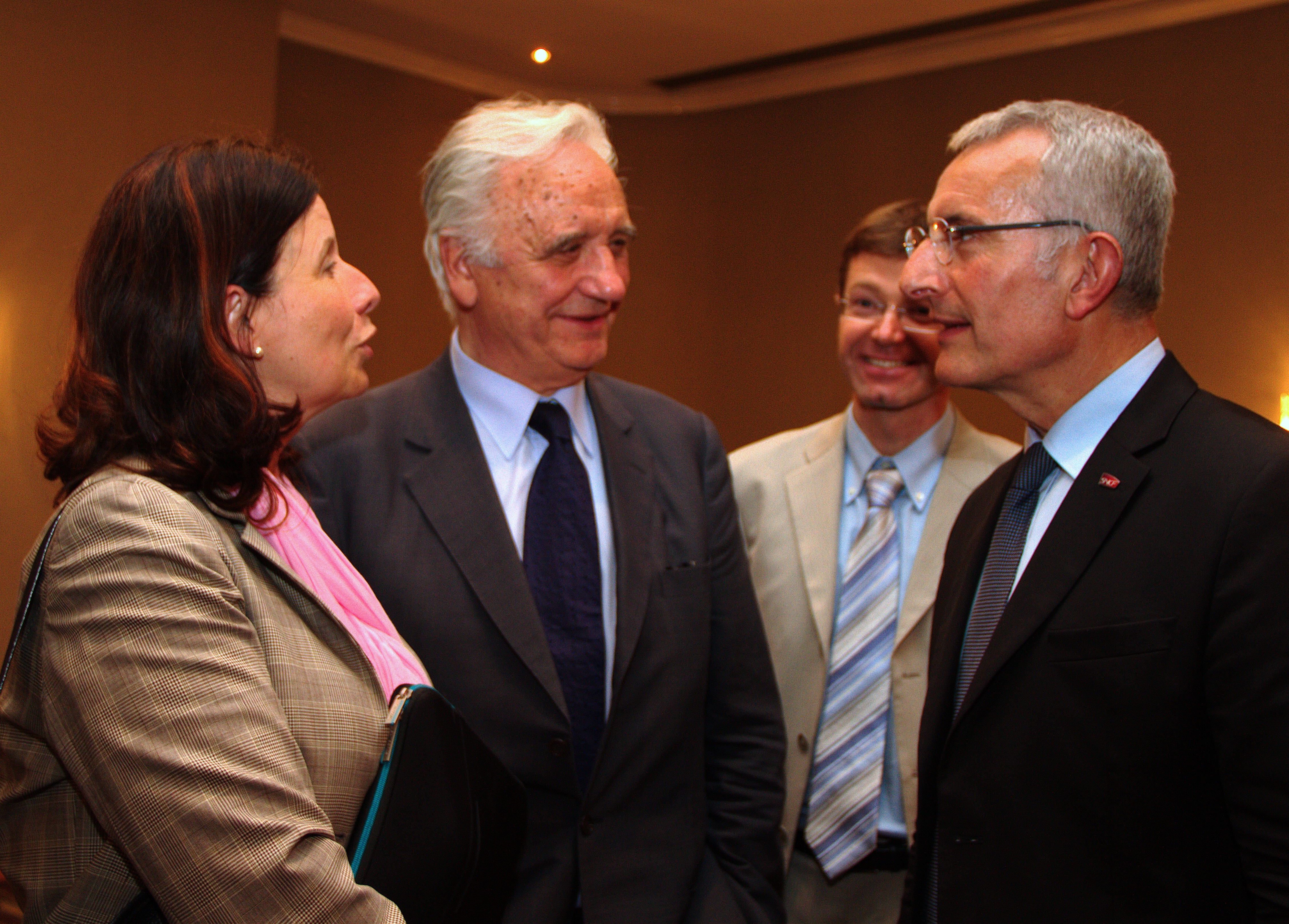
Robert Lohr et Guillaume Pepy, président de la SNCF à Strasbourg le 16 mai 2013.

Lohr a été créée en 1963 par Robert Lohr. Dès l'explosion du marché automobile, Lohr a d'abord eu une activité dans le domaine du transport d'automobiles puis s'est diversifiée, dans les années 1970-1980, dans le secteur de la logistique de défense et dans celui du transport combiné. Oscar de l'exportation en 1983, l'entreprise a ouvert plusieurs filiales dans différents pays du monde (Mexique, États-Unis, Serbie, Turquie, Inde, Chine).
Le 12 décembre 2011, Lohr Industrie annonce la mise en vente, ou au moins l'ouverture partielle du capital, de sa division tramway. Alors que cette activité se trouve en réalité en bonne santé, le groupe est contraint de prendre cette décision pour éviter la faillite, l'activité historique de l'entreprise, la fabrication de camions et remorques porte-voitures, étant en chute libre.

### Rachat de la division tramway de Lohr par Alstom
Le 10 avril 2012, Alstom et le Fonds stratégique d'investissement (FSI) annoncent étudier l'achat conjoint de 85 % de Translohr. La transaction porterait sur un montant de l'ordre de 60 millions d'euros et Lohr conserverait 15 % du capital. Le chinois CSR aurait également été intéressé par une reprise de Translohr.
Le 1er juin 2012, Lohr rejette l'offre de reprise reçue la veille par Alstom et le FSI, qui avaient finalement proposé de reprendre 100 % de Translohr pour un montant de l'ordre de 35 millions d'euros,. Lohr considère que cette offre ne lui permettrait pas de rembourser un prêt à court terme de 50 millions d'euros, dont l'échéance avait déjà été reportée à plusieurs reprises, et de conforter les autres activités de l'entreprise. En conséquence, Lohr Industrie s'est déclaré en cessation de paiement et a déposé son bilan devant la chambre commerciale du tribunal de Strasbourg le 4 juin 2012. Robert Lohr, dirigeant du groupe familial, aurait déclaré avoir « mal anticipé la durée de la crise » et avoir aussi fait preuve « d'un peu de naïveté vis-à-vis d'Alstom ».
Le 11 juin 2012, seulement quelques heures après l'accord d'un délai d'une supplémentaire de la part du tribunal, les parties annoncent un accord,. Conformément à l'offre formulée le 31 mai 2012, Alstom (51 %) et le FSI (49 %) reprennent donc ensemble 100 % de Translohr et ses 196 salariés pour 35 millions d'euros.
Pour faciliter un accord et éviter des difficultés dans la réalisation de ses projets en région parisienne, les lignes T5 et T6, la RATP avait décidé de renoncer à 5,1 millions d'euros de pénalités.
Le 4 décembre 2017, Alstom annonce scinder ses activités de tramway sur pneumatiques et de bus électrique. Ses activités de bus électrique Aptis seront logées dans une nouvelle filiale, tandis que les activités de tramway Translohr resteront au sein de NTL.
Le 9 mars 2019, la Compagnie des transports strasbourgeois (CTS) annonce commander à Alstom de 12 bus électriques Aptis fabriqués par NTL à Duppigheim et les ateliers d'Alstom à Reichshoffen.
Le 28 mai 2022, l'entreprise NTL est absorbé par Alstom, NTL fait donc maintenant partie intégrante d'Alstom Services. L'entreprise a été officiellement radiée le 23 septembre 2022 par le tribunal de commerce de Bobigny.

## Principaux produits
- Tramway sur pneumatiques (NTL Translohr)
- Autobus électrique inspiré du tramway (Alstom Aptis)

### Galerie

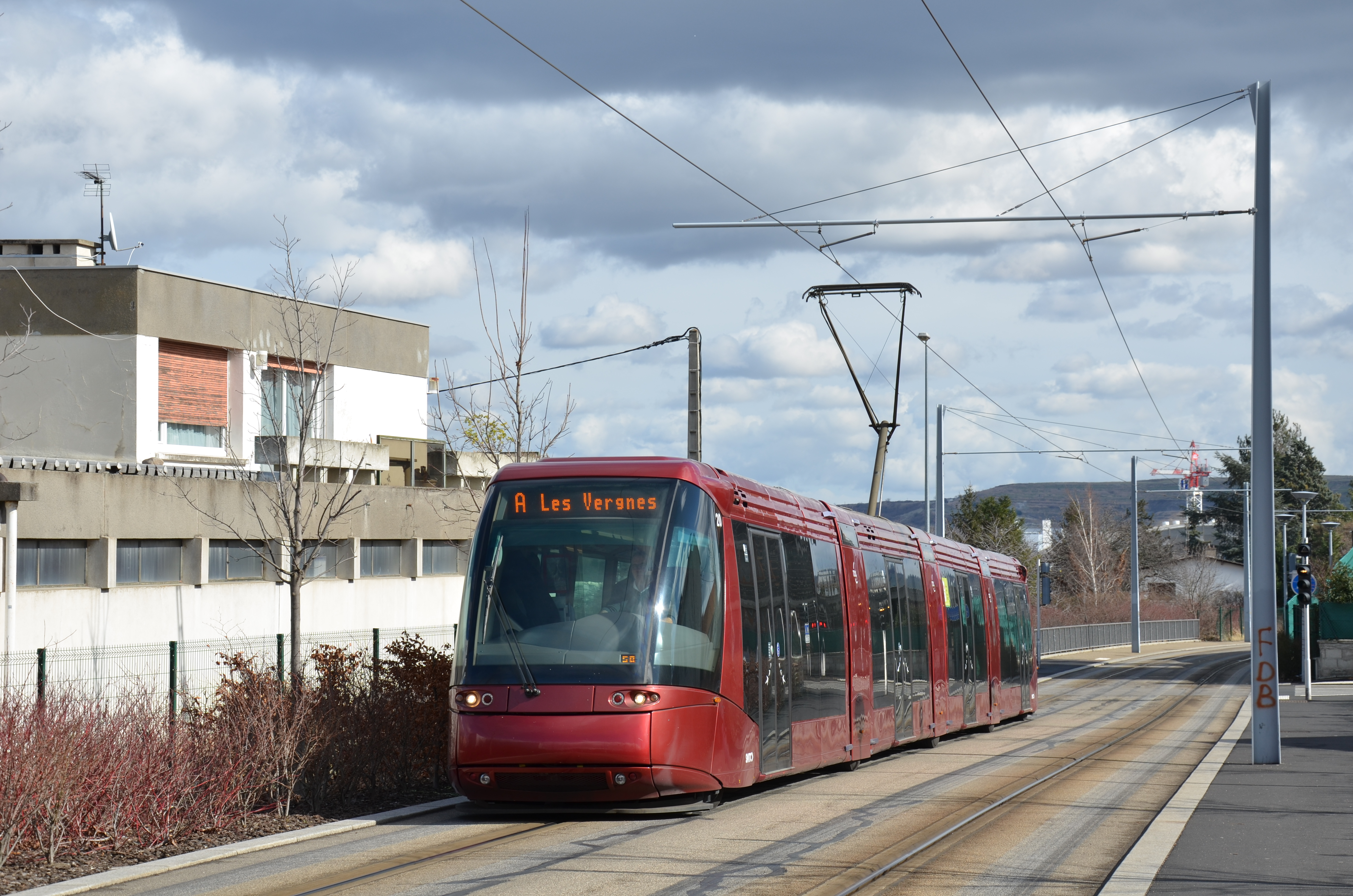
Tramway sur pneus Translohr STE4 n°20 du réseau T2C de Clermont-Ferrand, près de l'arrêt Fontaine du Bac.
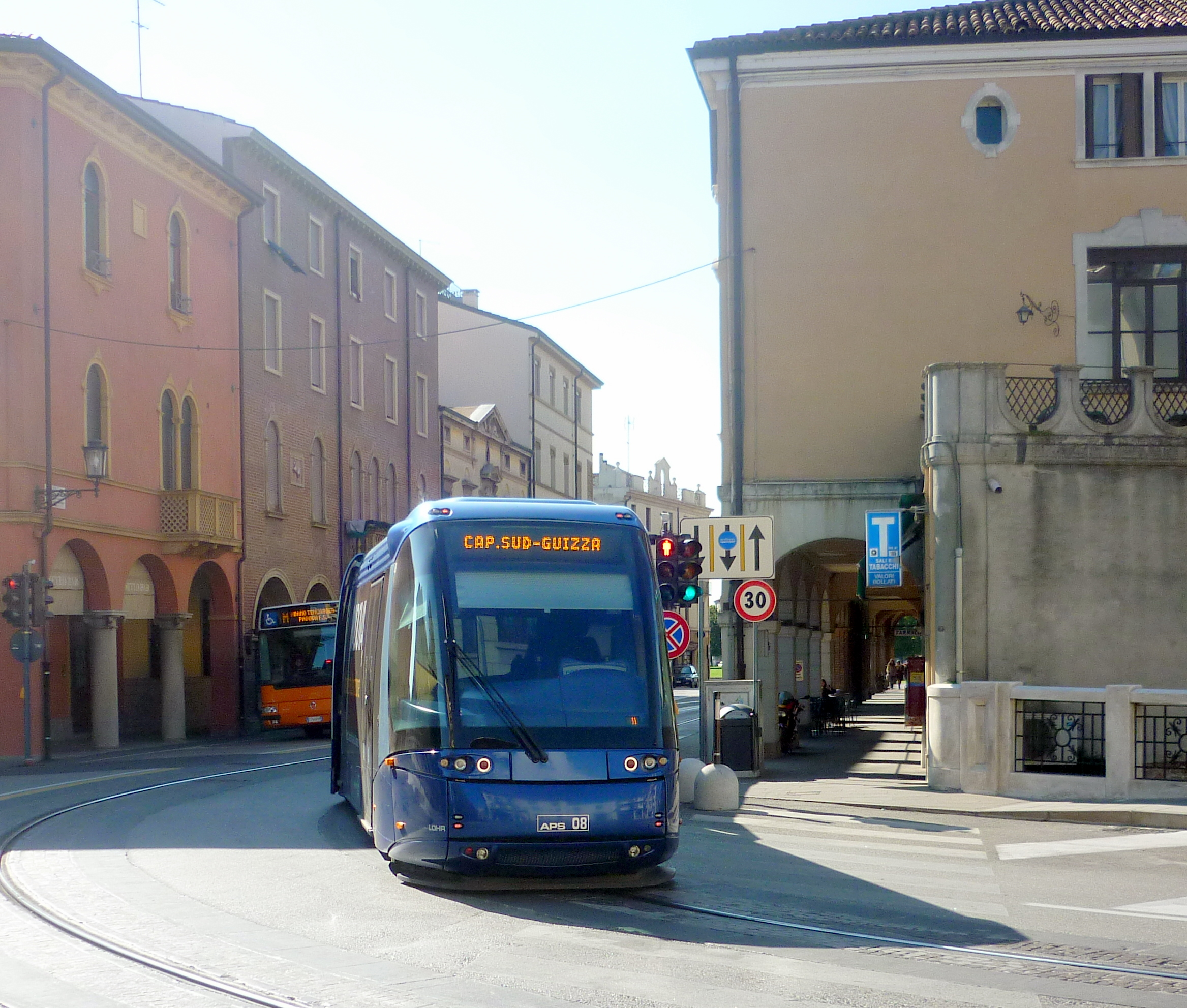
Tramway sur pneus Translohr du tramway de Padoue, en Italie.
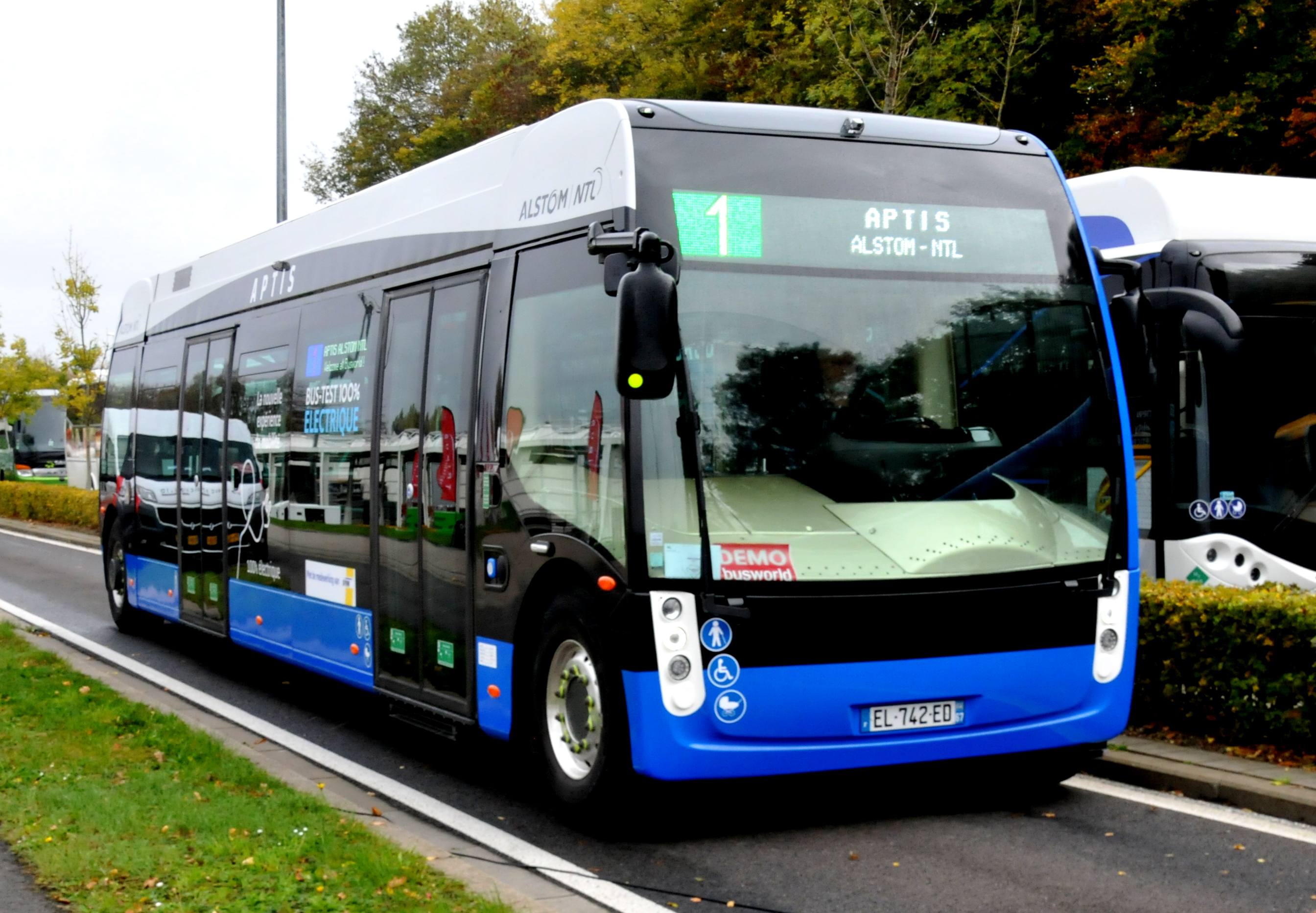
Un bus électrique Alstom NTL Aptis au Busworld 2017 de Courtrai, en Belgique.